# Pierre Gor
Pierre Gor, né à Paris en 1720 où il est mort le 29 septembre 1773, est un fondeur français. 

## Biographie
Réputé comme le plus habile fondeur de l'Europe du XVIIIe siècle, Pierre Gor est le directeur des fonderies de l'Arsenal de Paris. Il a perfectionné les procédés de fonderie et a été appelé dans de nombreuses villes européennes pour des cloches et des statues. 
Il a été formé à la fonte monumentale par Lemoyne et a travaillé en 1751 avec Pierre Varin au Monument du Retour du Roi à la Santé de Rennes avant d'être engagé par Bouchardon, de 1754 à 1758, pour la Statue équestre de Louis XV de la Place de la Concorde. 
Fondeur en 1757 de la statue de Frédéric V à Copenhague, sculptée par Jacques Saly, Diderot insiste pour que Falconet le choisisse pour la statue de Pierre le Grand à Saint-Pétersbourg, en vain.